# Alan Simpson (atleta)
Alan Simpson (Coventry, Inglaterra; 22 de mayo de 1940 – 25 de octubre de 2024) fue un atleta británico especialista en la carrera de media distancia.

## Carrera
A nivel de Juegos Olímpicos participó en Tokio 1964 en el evento de 1500 metros donde llegó hasta la final donde terminó en cuarto lugar a una décima de la medalla de bronce.
Participó en dos ediciones de los Juegos de la Mancomunidad representando a Inglaterra, la primera de ellas fue en Perth 1962 donde no pudo avanzar a la final del evento de la milla al terminar en cuarto lugar en su hit eliminatorio; mientras que en el mismo evento en Kingston 1966 ganó la medalla de plata quedando solo detrás de Kip Keino de Kenia.